# Copa Heineken 2003-04
La temporada 2003-2004 de la Copa Heineken fue la 9.ª edición de la máxima competición continental del rugby europeo. En esta edición de nuevo fueron 24 los equipos participantes, divididos en 6 grupos de 4, para afrontar la primera fase de la competición, la fase de grupos. Tras las 6 jornadas correspondientes a esta primera fase, los primeros de cada grupo y los 2 mejores segundos se clasificaron para disputar los cuartos de final, a partidos único, las semifinales y la final. 
En esta 9.ª edición del torneo participaron 6 equipos franceses, 6 ingleses, 5 galeses, 3 irlandeses, 2 italianos y 2 escoceses, exactamente igual que en la temporada 2002/03. Los 5 equipos galeses participantes fueron por primera vez los nuevos equipos provinciales profesionales, que sustituyeron en las competiciones continentales y en la liga celta a los clubs tradicionales de la liga galesa.

## Fase de liguillas
| \| GRUPO 1 \| |                  |        |      |      |      |      |               |               |      |     |
| | Equipo           | Puntos | Jug. | Vic. | Emp. | Der. | Bonus Ensayos | Bonus Derrota | Ens+ | +/- |
| 1 | Stade Français   | 18     | 6    | 4    | 0    | 2    | 1             | 1             | 11   | +54 |
| 2 | Leicester Tigers | 15     | 6    | 3    | 0    | 3    | 3             | 0             | 17   | +22 |
| 3 | Ulster Rugby     | 14     | 6    | 3    | 0    | 3    | 1             | 1             | 10   | +3  |
| 4 | Newport Dragons  | 9      | 6    | 2    | 0    | 4    | 0             | 1             | 5    | -79 |
| Ens+ son ensayos a favor. +/- es la diferencia de puntos anotados a favor y en contra. Victoria = 4 puntos. Empate = 2 puntos. Los puntos de bonus se dan por anotar 4 ensayos o más, y por perder por 7 puntos o menos. |                  |        |      |      |      |      |               |               |      |     |
| GRUPO 1 |                  |        |      |      |      |      |               |               |      |     |

| GRUPO 1 |

| Jornada | _____Local_____ | Resultado | ___Visitante___ |
| ------- | --------------- | --------- | --------------- |
| 1       | Stade Français  | 26-15     | Leicester       |
| 1       | Newport         | 24-15     | Ulster          |
| 2       | Ulster          | 22-20     | Stade Français  |
| 2       | Leicester       | 34-3      | Newport         |
| 3       | Newport         | 20-12     | Stade Français  |
| 3       | Ulster          | 33-0      | Leicester       |
| 4       | Leicester       | 49-7      | Ulster          |
| 4       | Stade Français  | 37-0      | Newport         |
| 5       | Stade Français  | 13-10     | Ulster          |
| 5       | Newport         | 20-26     | Leicester       |
| 6       | Leicester       | 13-26     | Stade Français  |
| 6       | Ulster          | 22-0      | Newport         |

| \| GRUPO 2 \| |                       |        |      |      |      |      |               |               |      |     |
| | Equipo                | Puntos | Jug. | Vic. | Emp. | Der. | Bonus Ensayos | Bonus Derrota | Ens+ | +/- |
| 1 | Toulouse              | 25     | 6    | 5    | 0    | 1    | 4             | 1             | 18   | +92 |
| 2 | Edinburgh Rugby       | 22     | 6    | 5    | 0    | 1    | 2             | 0             | 14   | +41 |
| 3 | Leeds Tykes           | 5      | 6    | 1    | 0    | 5    | 0             | 1             | 5    | -56 |
| 4 | Neath-Swansea Ospreys | 4      | 6    | 1    | 0    | 5    | 0             | 0             | 6    | -77 |
| Ens+ son ensayos a favor. +/- es la diferencia de puntos anotados a favor y en contra. Victoria = 4 puntos. Empate = 2 puntos. Los puntos de bonus se dan por anotar 4 ensayos o más, y por perder por 7 puntos o menos. |                       |        |      |      |      |      |               |               |      |     |
| GRUPO 2 |                       |        |      |      |      |      |               |               |      |     |

| GRUPO 2 |

| Jornada | _____Local_____ | Resultado | ___Visitante___ |
| ------- | --------------- | --------- | --------------- |
| 1       | Edinburgh       | 23-16     | Toulouse        |
| 1       | Leeds           | 29-20     | Ospreys         |
| 2       | Ospreys         | 16-32     | Edinburgh       |
| 2       | Toulouse        | 19-3      | Leeds           |
| 3       | Edinburgh       | 19-9      | Leeds           |
| 3       | Toulouse        | 29-6      | Ospreys         |
| 4       | Ospreys         | 11-29     | Toulouse        |
| 4       | Leeds           | 0-23      | Edinburgh       |
| 5       | Edinburgh       | 33-15     | Ospreys         |
| 5       | Leeds           | 22-31     | Toulouse        |
| 6       | Ospreys         | 10-3      | Leeds           |
| 6       | Toulouse        | 33-0      | Edinburgh       |

| \| GRUPO 3 \| |                    |        |      |      |      |      |               |               |      |     |
| | Equipo             | Puntos | Jug. | Vic. | Emp. | Der. | Bonus Ensayos | Bonus Derrota | Ens+ | +/- |
| 1 | Biarritz Olympique | 20     | 6    | 4    | 0    | 2    | 3             | 1             | 18   | +42 |
| 2 | Leinster Rugby     | 18     | 6    | 4    | 0    | 2    | 1             | 1             | 13   | +29 |
| 3 | Cardiff Blues      | 11     | 6    | 2    | 0    | 4    | 0             | 3             | 13   | -9  |
| 4 | Sale Sharks        | 9      | 6    | 2    | 0    | 4    | 0             | 1             | 6    | -62 |
| Ens+ son ensayos a favor. +/- es la diferencia de puntos anotados a favor y en contra. Victoria = 4 puntos. Empate = 2 puntos. Los puntos de bonus se dan por anotar 4 ensayos o más, y por perder por 7 puntos o menos. |                    |        |      |      |      |      |               |               |      |     |
| GRUPO 3 |                    |        |      |      |      |      |               |               |      |     |

| GRUPO 3 |

| Jornada | _____Local_____ | Resultado | ___Visitante___ |
| ------- | --------------- | --------- | --------------- |
| 1       | Leinster        | 32-6      | Biarritz        |
| 1       | Sale            | 26-24     | Cardiff         |
| 2       | Cardiff         | 19-24     | Leinster        |
| 2       | Biarritz        | 31-3      | Sale            |
| 3       | Leinster        | 22-23     | Sale            |
| 3       | Biarritz        | 35-20     | Cardiff         |
| 4       | Cardiff         | 21-20     | Biarritz        |
| 4       | Sale            | 16-23     | Leinster        |
| 5       | Leinster        | 20-17     | Cardiff         |
| 5       | Sale            | 0-15      | Biarritz        |
| 6       | Cardiff         | 22-7      | Sale            |
| 6       | Biarritz        | 32-21     | Leinster        |

| \| GRUPO 4 \| |                    |        |      |      |      |      |               |               |      |      |
| | Equipo             | Puntos | Jug. | Vic. | Emp. | Der. | Bonus Ensayos | Bonus Derrota | Ens+ | +/-  |
| 1 | Llanelli Scarlets  | 23     | 6    | 5    | 0    | 1    | 2             | 1             | 17   | +88  |
| 2 | Northampton Saints | 18     | 6    | 4    | 0    | 2    | 1             | 1             | 13   | +67  |
| 3 | SU Agen            | 11     | 6    | 2    | 0    | 4    | 1             | 2             | 8    | -11  |
| 4 | The Borders        | 4      | 6    | 1    | 0    | 5    | 0             | 0             | 4    | -144 |
| Ens+ son ensayos a favor. +/- es la diferencia de puntos anotados a favor y en contra. Victoria = 4 puntos. Empate = 2 puntos. Los puntos de bonus se dan por anotar 4 ensayos o más, y por perder por 7 puntos o menos. |                    |        |      |      |      |      |               |               |      |      |
| GRUPO 4 |                    |        |      |      |      |      |               |               |      |      |

| GRUPO 4 |

| Jornada | _____Local_____ | Resultado | ___Visitante___ |
| ------- | --------------- | --------- | --------------- |
| 1       | Llanelli        | 14-9      | Northampton     |
| 1       | Agen            | 27-8      | Borders         |
| 2       | Northampton     | 25-10     | Agen            |
| 2       | Borders         | 10-41     | Llanelli        |
| 3       | Llanelli        | 19-15     | Agen            |
| 3       | Northampton     | 20-3      | Borders         |
| 4       | Borders         | 3-39      | Northampton     |
| 4       | Agen            | 22-15     | Llanelli        |
| 5       | Agen            | 6-19      | Northampton     |
| 5       | Llanelli        | 53-7      | Borders         |
| 6       | Northampton     | 9-18      | Llanelli        |
| 6       | Borders         | 8-3       | Agen            |

| \| GRUPO 5 \| |                  |        |      |      |      |      |               |               |      |      |
| | Equipo           | Puntos | Jug. | Vic. | Emp. | Der. | Bonus Ensayos | Bonus Derrota | Ens+ | +/-  |
| 1 | Munster Rugby    | 24     | 6    | 5    | 0    | 1    | 4             | 0             | 22   | +96  |
| 2 | Gloucester Rugby | 24     | 6    | 5    | 0    | 1    | 4             | 0             | 22   | +97  |
| 3 | CS Bourgoin      | 7      | 6    | 1    | 0    | 5    | 2             | 1             | 13   | -72  |
| 4 | Benetton Treviso | 5      | 6    | 1    | 0    | 5    | 1             | 0             | 13   | -121 |
| Ens+ son ensayos a favor. +/- es la diferencia de puntos anotados a favor y en contra. Victoria = 4 puntos. Empate = 2 puntos. Los puntos de bonus se dan por anotar 4 ensayos o más, y por perder por 7 puntos o menos. |                  |        |      |      |      |      |               |               |      |      |
| GRUPO 5 |                  |        |      |      |      |      |               |               |      |      |

| GRUPO 5 |

| Jornada | _____Local_____ | Resultado | ___Visitante___ |
| ------- | --------------- | --------- | --------------- |
| 1       | Benetton        | 12-33     | Gloucester      |
| 1       | Bourgoin        | 17-18     | Munster         |
| 2       | Gloucester      | 49-13     | Bourgoin        |
| 2       | Munster         | 51-0      | Benetton        |
| 3       | Benetton        | 42-33     | Bourgoin        |
| 3       | Gloucester      | 22-11     | Munster         |
| 4       | Munster         | 35-14     | Gloucester      |
| 4       | Bourgoin        | 35-19     | Benetton        |
| 5       | Benetton        | 20-31     | Munster         |
| 5       | Bourgoin        | 18-37     | Gloucester      |
| 6       | Gloucester      | 42-11     | Benetton        |
| 6       | Munster         | 26-3      | Bourgoin        |

| \| GRUPO 6 \| |                 |        |      |      |      |      |               |               |      |      |
| | Equipo          | Puntos | Jug. | Vic. | Emp. | Der. | Bonus Ensayos | Bonus Derrota | Ens+ | +/-  |
| 1 | London Wasps    | 24     | 6    | 5    | 0    | 1    | 3             | 1             | 22   | +101 |
| 2 | Celtic Warriors | 20     | 6    | 4    | 0    | 2    | 2             | 2             | 11   | +5   |
| 3 | Perpignan       | 15     | 6    | 3    | 0    | 3    | 2             | 1             | 13   | +4   |
| 4 | Rugby Calvisano | 3      | 6    | 0    | 0    | 6    | 1             | 2             | 13   | -110 |
| Ens+ son ensayos a favor. +/- es la diferencia de puntos anotados a favor y en contra. Victoria = 4 puntos. Empate = 2 puntos. Los puntos de bonus se dan por anotar 4 ensayos o más, y por perder por 7 puntos o menos. |                 |        |      |      |      |      |               |               |      |      |
| GRUPO 6 |                 |        |      |      |      |      |               |               |      |      |

| GRUPO 6 |

| Jornada | _____Local_____ | Resultado | ___Visitante___ |
| ------- | --------------- | --------- | --------------- |
| 1       | Celtic          | 34-25     | Calvisano       |
| 1       | Wasps           | 28-7      | Perpignan       |
| 2       | Calvisano       | 33-52     | Wasps           |
| 2       | Perpignan       | 26-19     | Celtic          |
| 3       | Perpignan       | 48-7      | Calvisano       |
| 3       | Wasps           | 9-14      | Celtic          |
| 4       | Celtic          | 12-17     | Wasps           |
| 4       | Calvisano       | 11-17     | Perpignan       |
| 5       | Celtic          | 16-15     | Perpignan       |
| 5       | Wasps           | 46-13     | Calvisano       |
| 6       | Calvisano       | 26-28     | Celtic          |
| 6       | Perpignan       | 6-34      | Wasps           |

## Playoffs
Los 6 equipos que acabaron primeros de grupo se clasificaron para cuartos de final, además de los 2 equipos que acabaron en segunda posición con más puntos. Los equipos que jugaron como locales fueron los que más puntos consiguieron, o en caso de empate se aplicó el criterio de ensayos a favor o diferencia entre puntos anotados y encajados. En las semifinales se aplicó el mismo criterio para decidir qué equipo jugaba como local. La final se disputó el 23 de mayo del año 2004 en el Twickenham Stadium en Londres ante 73.057 espectadores. London Wasps se coronó por primera vez como Campeón de Europa.
|  | Cuartos de final      | Cuartos de final | Cuartos de final      |              |                    | Semifinales | Semifinales | Semifinales |  |                       | Final        | Final | Final |  |
|  |                       |                  |                       |              |                    |             |             |             |  |                       |              |       |       |  |
|  |                       |                  |                       |              |                    |             |             |             |  |                       |              |       |       |  |
|  | Bandera de Gales      | Llanelli         | 10                    |              |                    |             |             |             |  |                       |              |       |       |  |
|  | Bandera de Gales      | Llanelli         | 10                    |              |                    |             |             |             |  |                       |              |       |       |  |
|  | Bandera de Francia    | Biarritz         | 27                    |              |                    |             |             |             |  |                       |              |       |       |  |
|  | Bandera de Francia    | Biarritz         | 27                    |              | Bandera de Francia | Toulouse    | 19          |             |  |                       |              |       |       |  |
|  |                       |                  |                       |              | Bandera de Francia | Toulouse    | 19          |             |  |                       |              |       |       |  |
|  |                       |                  | Bandera de Francia    | Biarritz     | 11                 |             |             |             |  |                       |              |       |       |  |
|  | Bandera de Francia    | Toulouse         | Bandera de Francia    | Biarritz     | 11                 | 36          |             |             |  |                       |              |       |       |  |
|  | Bandera de Francia    | Toulouse         |                       |              |                    |             |             |             |  |                       |              |       |       |  |
|  | Bandera de Escocia    | Edinburgh        | 10                    |              |                    |             |             |             |  |                       |              |       |       |  |
|  | Bandera de Escocia    | Edinburgh        | 10                    |              |                    |             |             |             |  | Bandera de Inglaterra | London Wasps | 27    |       |  |
|  |                       |                  |                       |              |                    |             |             |             |  | Bandera de Inglaterra | London Wasps | 27    |       |  |
|  |                       |                  | Bandera de Francia    | Toulouse     | 20                 |             |             |             |  |                       |              |       |       |  |
|  | Bandera de Irlanda    | Munster          | Bandera de Francia    | Toulouse     | 20                 | 37          |             |             |  |                       |              |       |       |  |
|  | Bandera de Irlanda    | Munster          |                       |              |                    |             |             |             |  |                       |              |       |       |  |
|  | Bandera de Francia    | Stade Français   | 32                    |              |                    |             |             |             |  |                       |              |       |       |  |
|  | Bandera de Francia    | Stade Français   | 32                    |              | Bandera de Irlanda | Munster     | 32          |             |  |                       |              |       |       |  |
|  |                       |                  |                       |              | Bandera de Irlanda | Munster     | 32          |             |  |                       |              |       |       |  |
|  |                       |                  | Bandera de Inglaterra | London Wasps | 37                 |             |             |             |  |                       |              |       |       |  |
|  | Bandera de Inglaterra | London Wasps     | Bandera de Inglaterra | London Wasps | 37                 | 34          |             |             |  |                       |              |       |       |  |
|  | Bandera de Inglaterra | London Wasps     |                       |              |                    |             |             |             |  |                       |              |       |       |  |
|  | Bandera de Inglaterra | Gloucester       | 3                     |              |                    |             |             |             |  |                       |              |       |       |  |
|  | Bandera de Inglaterra | Gloucester       | 3                     |              |                    |             |             |             |  |                       |              |       |       |  |
|  |                       |                  |                       |              |                    |             |             |             |  |                       |              |       |       |  |

| Bandera de Inglaterra |
| Campeón London Wasps  |
| Primer título         |